# Phlaeopsis
Phlaeopsis is een kevergeslacht uit de familie van de boktorren (Cerambycidae). De wetenschappelijke naam van het geslacht werd voor het eerst geldig gepubliceerd in 1853 door Blanchard.

## Soorten
Phlaeopsis omvat de volgende soorten:
- Phlaeopsis albomaculata Breuning, 1961
- Phlaeopsis minuta (Aurivillius, 1928)
- Phlaeopsis olivescens (Dillon & Dillon, 1952)
- Phlaeopsis pubescens Blanchard, 1855
- Phlaeopsis viridescens (Dillon & Dillon, 1952)